# Veracruzcultuur

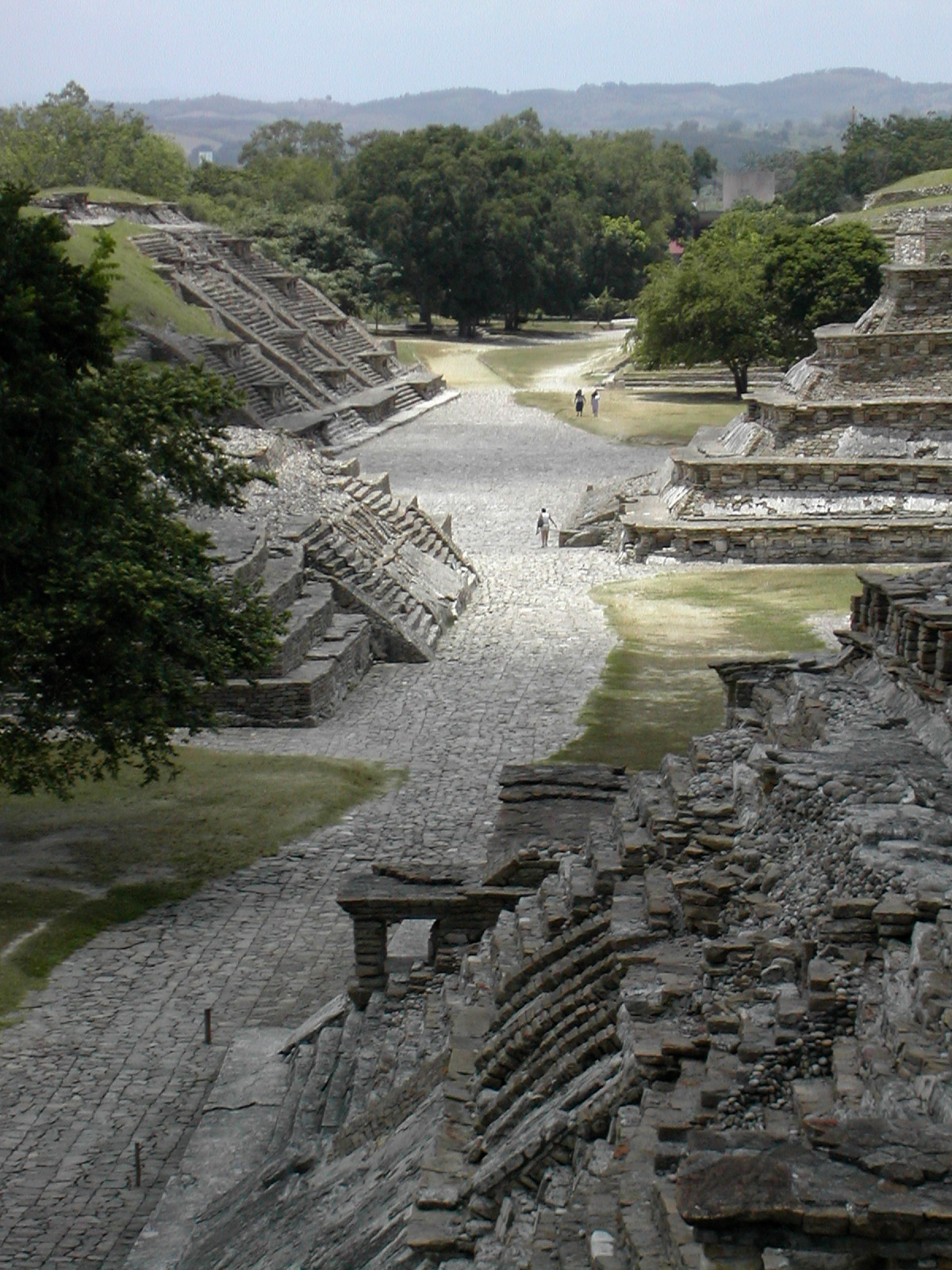
uitzicht op het ceremoniële centrum van El Tajín in Veracruz, Mexico

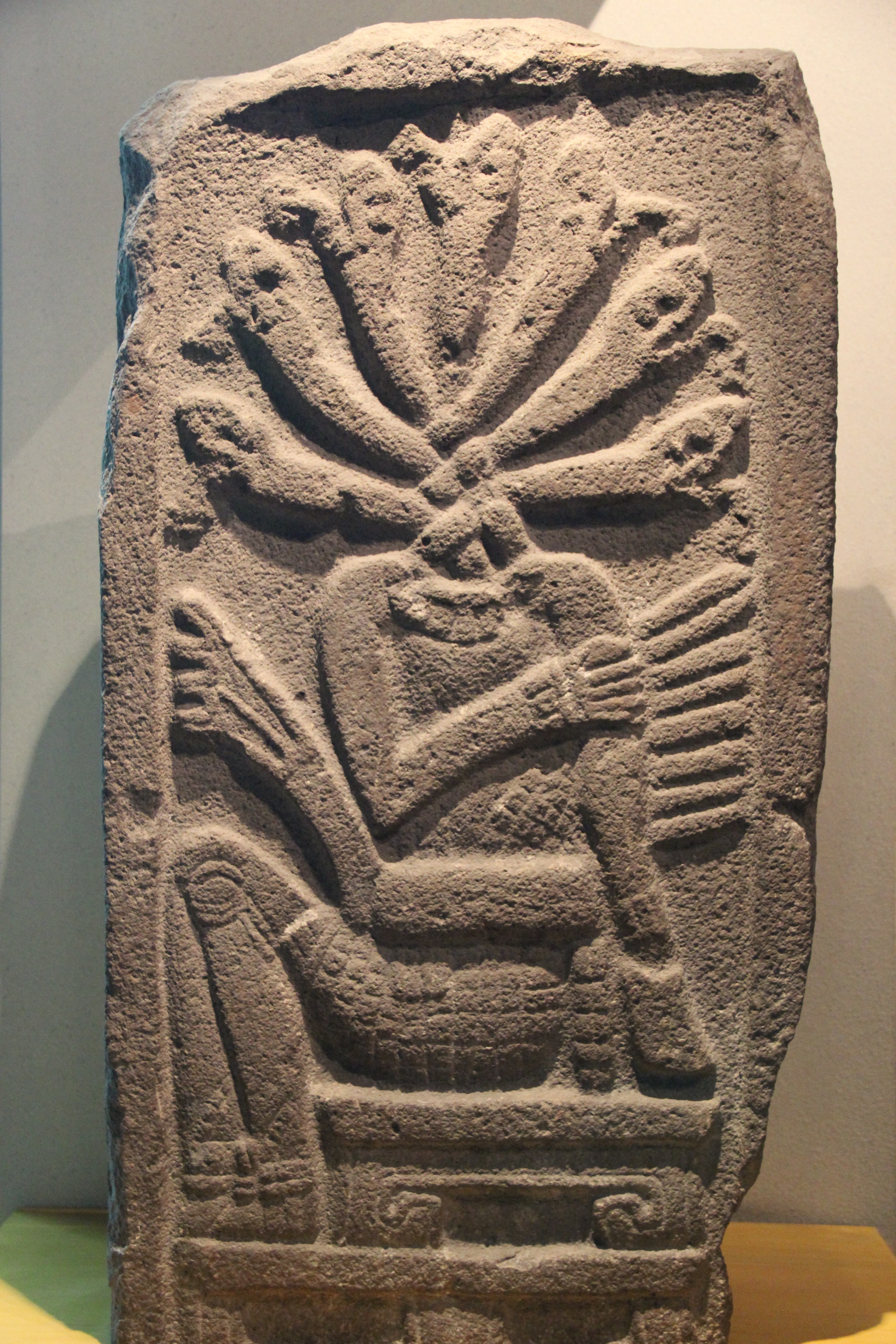
een stèle uit de Veracruz-site van Aparicio, met een geofferde balspeler, 400-700 AD

De Veracruzcultuur ofwel klassieke Veracruzcultuur verwijst naar een cultuurgebied in de noordelijke en centrale gebieden van de huidige Mexicaanse staat Veracruz, die bestond tijdens de klassieke periode, van ongeveer 100 tot 1000 AD. 
El Tajín was het belangrijkste centrum van de Veracruzcultuur. Andere opmerkelijke nederzettingen zijn onder meer Higueras, Zapotal, Cerro de las Mesas, Nopiloa en Remojadas, de laatste twee belangrijke aardewerkcentra. De cultuur omvatte de Golfkust tussen de Pánuco in het noorden en de Papaloapan in het zuiden.
De Veracruzcultuur wordt soms geassocieerd met de Totonaken, die dit gebied bewoonden ten tijde van de Spaanse verovering van het Azteekse Rijk. Er is echter weinig of geen bewijs dat de Totonaken de dragers van de cultuur uit de klassieke periode waren. 

## Sociale structuur
Begrafenissen, monumentale beeldhouwwerken, reliëfs en de verspreiding van architectuur binnen de regionale centra wijzen allemaal op een gelaagdheid van de samenleving, inclusief de aanwezigheid van een elite en ambachtelijke specialisatie. Erfelijke heersers hadden de macht over deze kleine tot middelgrote regionale centra,  waarbij ze hun heerschappij handhaafden door middel van politieke en religieuze controle over de wijdverbreide handelsnetwerken en deze legitimeerden door middel van typische Meso-Amerikaanse rituelen zoals bloedlating, mensenoffers, oorlogvoering en het gebruik van exotische goederen. Het grootste deel van de bevolking woonde echter in geïsoleerde boerderijen, gehuchten of dorpen. 
Net als de Olmeekse en Epi-Olmeekse culturen ervoor was de Veracruzcultuur gebaseerd op hakken en branden-landbouw, waarbij maïs een belangrijk onderdeel van het dieet was, aangevuld met gedomesticeerde honden, wilde herten en andere zoogdieren, naast vis en schaaldieren. Katoen was ook een belangrijk gewas. 

## Religie
Er is weinig bekend over de religie. Men kan gevolgtrekkingen maken uit bekendere Meso-Amerikaanse religies zoals die van de Azteken, Mixteken en Maya, maar slechts enkele van de vele goden die uit deze religies bekend zijn, zijn met enige zekerheid herkend. Grote keramische figuren tonen een gebogen, zeer oude man die de Meso-Amerikaanse vuurgod voorstelt. Even grote keramische beelden tonen vrouwelijke aardgodinnen met slangengordels verbonden met de site van El Zapotal. Op basis van hun gesloten ogen en wijd open mond, en ook op het nabijgelegen heiligdom van een doodsgod en omliggende begrafenissen, zijn deze laatste geïdentificeerd als vergoddelijkte vrouwen die stierven tijdens de geboorte van een kind, min of meer overeenkomend met de veel latere Azteekse cihuateteo ("vrouwelijke goden") ook bekend uit de Codex Borgia. Voor het overige hebben vergelijkbare keramische beelden van aardgodinnen, staand of zittend, geen dode gezichten en mogen ze daarom niet worden vergeleken met de Azteekse cihuateteo. 
De balreliëfs van El Tajin tonen prominent een doodsgod, een regengod en wat een zonnegod kan zijn, en zijn belangrijk vanwege hun verhalende kwaliteit, misschien gerelateerd aan de oorsprong van pulque. Hachas tonen gewoonlijk het hoofd van een oude god, waarschijnlijk verbonden met aarde en water. Een aardmonster is waarschijnlijk geërfd van de Olmeken. Er zijn veel ceremonieel geklede keramische beeldjes gevonden die getuigen van het belang van openbare rituelen, terwijl de keramische beeldjes van personen met lachende gezichten (de zogenaamde sonrientes) rituele uitvoerders lijken te vertegenwoordigen: ze kunnen wijzen op een cultus die lijkt op die van de veel latere Azteekse godheid Xochipilli. Er is echter nauwelijks iets bekend over de onderlinge relaties van de hierboven genoemde goden, hun rol in religieuze feesten, en de mogelijke aansluiting van deze feesten op de kalender (zoals de maandelijkse feesten van de Azteken en de Maya's).

## Meso-Amerikaans balspel
De Veracruzcultuur was schijnbaar geobsedeerd door het balspel. Elk cultureel centrum had minstens één balveld, terwijl er in El Tajin wel 18 balvelden zijn gevonden. Het was tijdens de late klassieke periode hier in het noorden van centraal Veracruz dat het balspel zijn hoogtepunt bereikte. 
De balspelrituelen komen terug in de monumentale kunst. De muren van het grootste balveld, het East Ballcourt in El Tajin, zijn bekleed met reliëfs die mensenoffers tonen in de context van het balspel. Het hoogtepunt van deze reliëfs is een tableau waarop de regengod te zien is die zijn penis doorboort (een daad van bloedlating) om een vat met de alcoholische, rituele drank pulque aan te vullen, het schijnbaar gewenste eindresultaat van het rituele offer van het balspel. 
Een bepalend kenmerk van de Veracruzcultuur is de aanwezigheid van stenen balspeluitrustingen: jukken, hachas en palmas. Jukken zijn U-vormige stenen die om het middel van een balspeler werden gedragen, terwijl de hachas en palmas op het juk zaten. Palmas werden aan de voorkant van een juk bevestigd en waren langwerpige sculpturen, vaak van beeltenissen van vogels (zoals kalkoenen) of realistische taferelen. Hacha's waren dunne stenen hoofden die markeringen waren die doorgaans op het speelveld werden geplaatst om het spel te scoren, maar die op het juk konden worden gedragen. Archeologen veronderstellen over het algemeen dat de stenen jukken rituele versies zijn van leren, katoenen en/of houten originelen, hoewel dergelijke vergankelijke artefacten nog niet zijn opgegraven. Hoewel de jukken en hacha's zijn gevonden van Teotihuacan tot Guatemala, lijken de palma's specifiek voor wat tegenwoordig het noorden van Veracruz is.

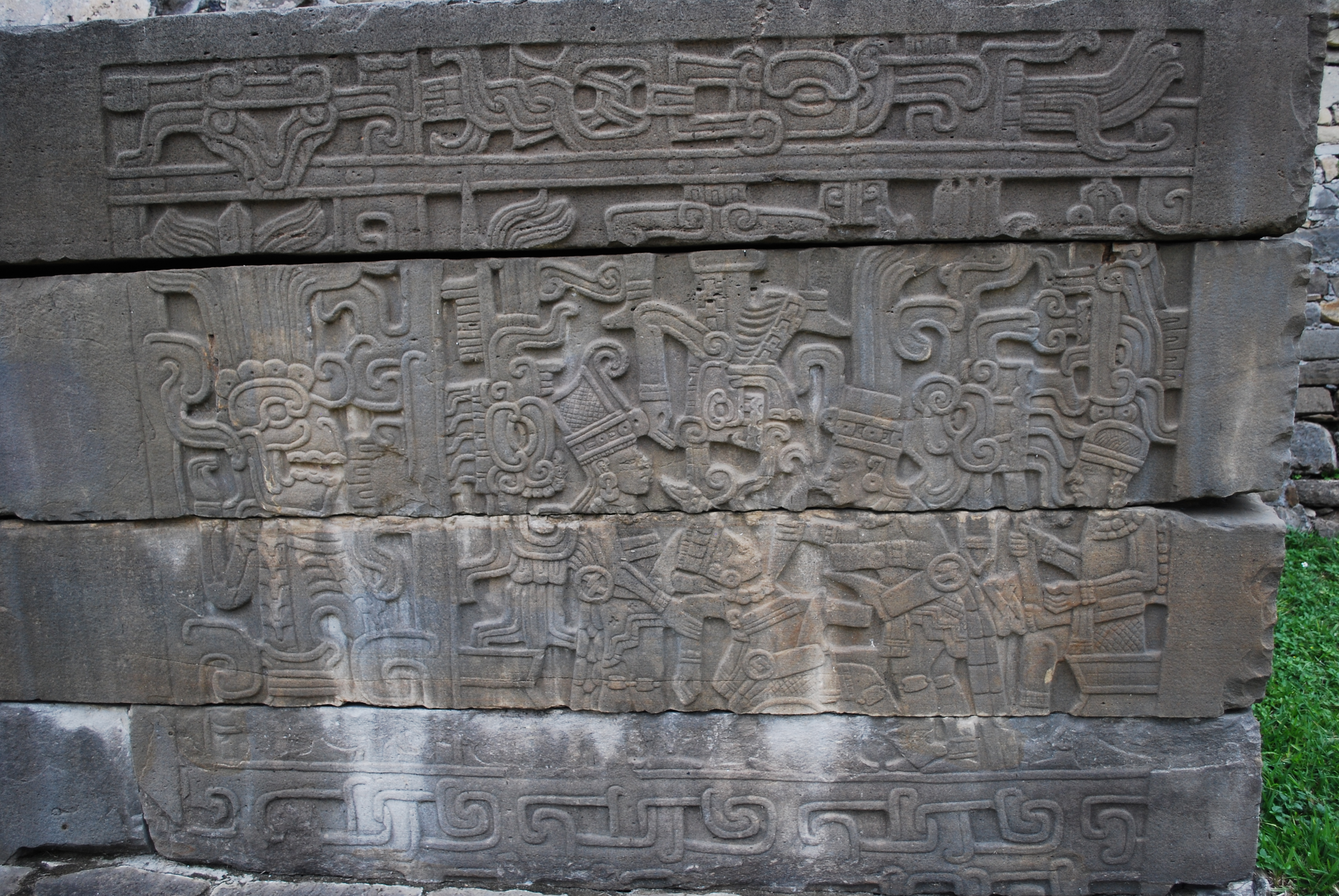
en van een serie muurschilderingen van het South Ballcourt in El Tajín, waar het offer van een balspeler te zien is
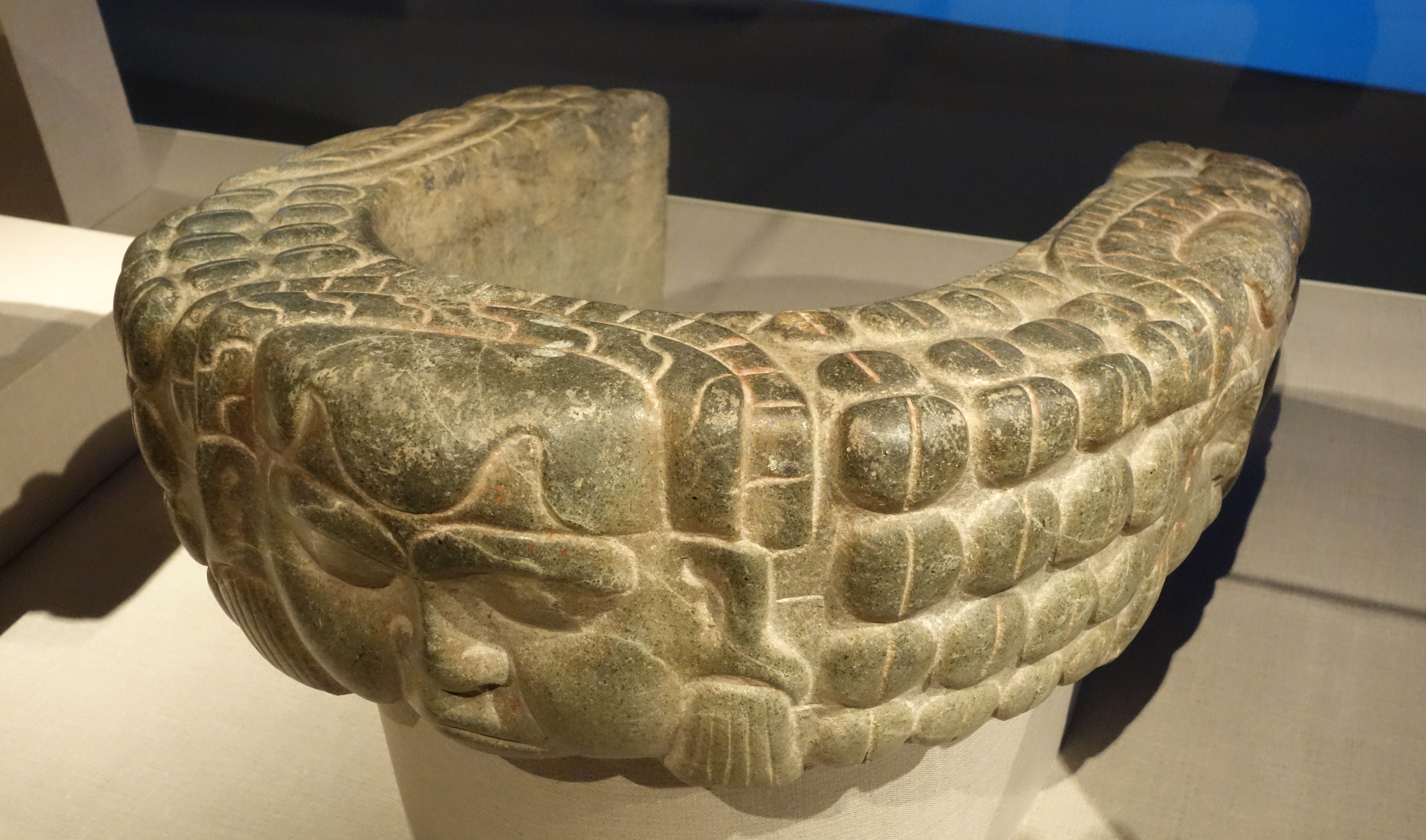
monumentaal stenen juk voor het balspel, gesneden met gezichten en cacaobonen, 750-1000 n.Chr

## Kunst
De kunst wordt weergegeven met uitgebreide en ingewikkelde bandrollen die zowel op monumentale architectuur als op draagbare kunst te zien zijn, waaronder aardewerk en zelfs beensnijwerk. Ten minste één onderzoeker heeft gesuggereerd dat de hoofden en andere kenmerken gevormd door de rollen een Veracruz-vorm van pictografisch schrift waren. Dit rolwerk is mogelijk voortgekomen uit vergelijkbare stijlen die te vinden zijn in Chiapa de Corzo en Kaminaljuyu. 
Naast het rolwerk staat de architectuur bekend om zijn opmerkelijke versieringen, zoals die te zien zijn op de Piramide van Nissen in El Tajin. 
Terwijl de Veracruzcultuur invloeden vertoont van Teotihuacan en de Mayacultuur, is geen van deze culturen de directe antecedent ervan. In plaats daarvan lijken de bronnen van deze cultuur op zijn minst gedeeltelijk afkomstig te zijn van de Epi-Olmeekse cultuurcentra, zoals Cerro de las Mesas en La Mojarra. 

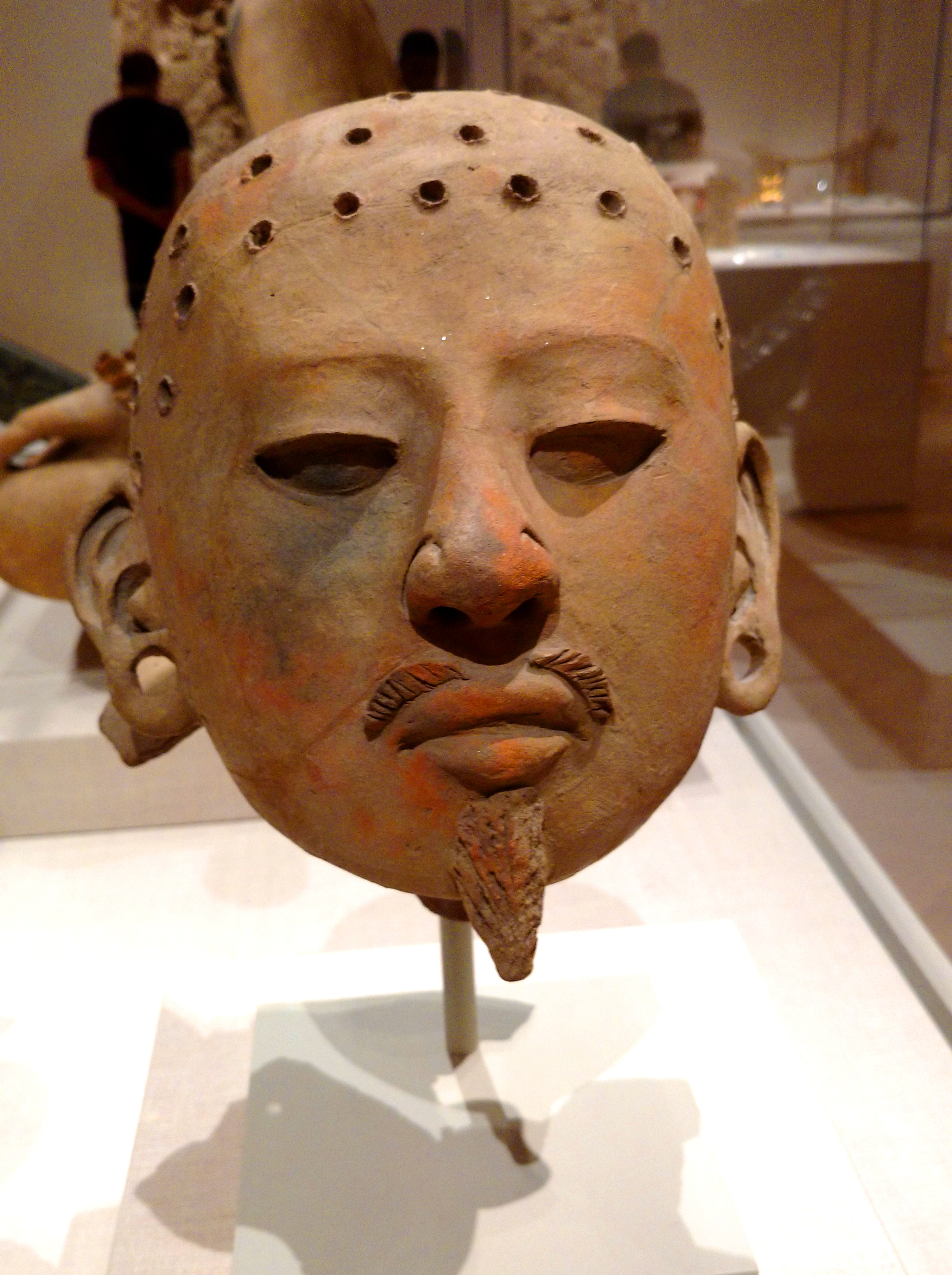
portrethoofd uit Remojadas, 250-550 AD
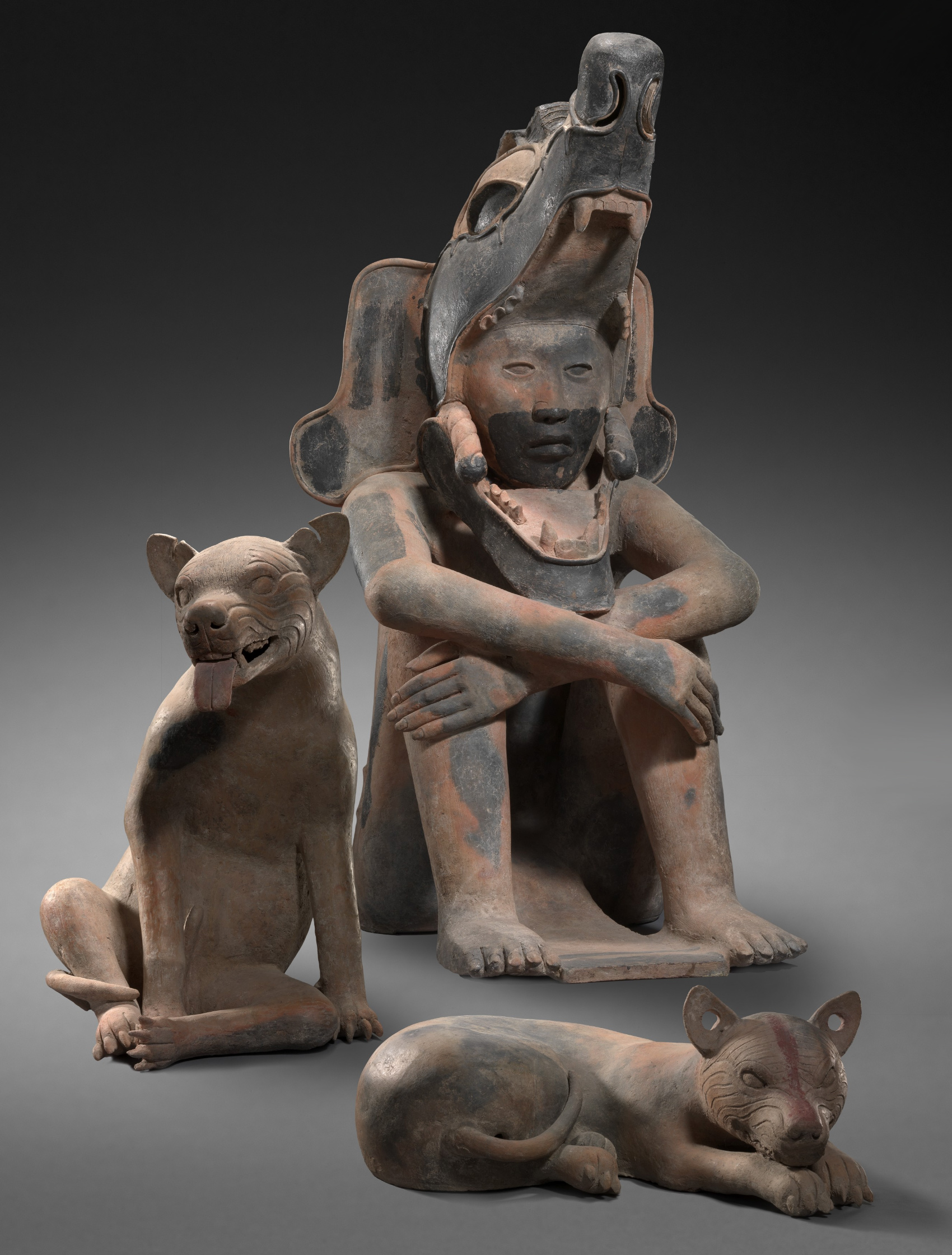
sculpturen van een zittende krijger en twee honden, 400-800 AD
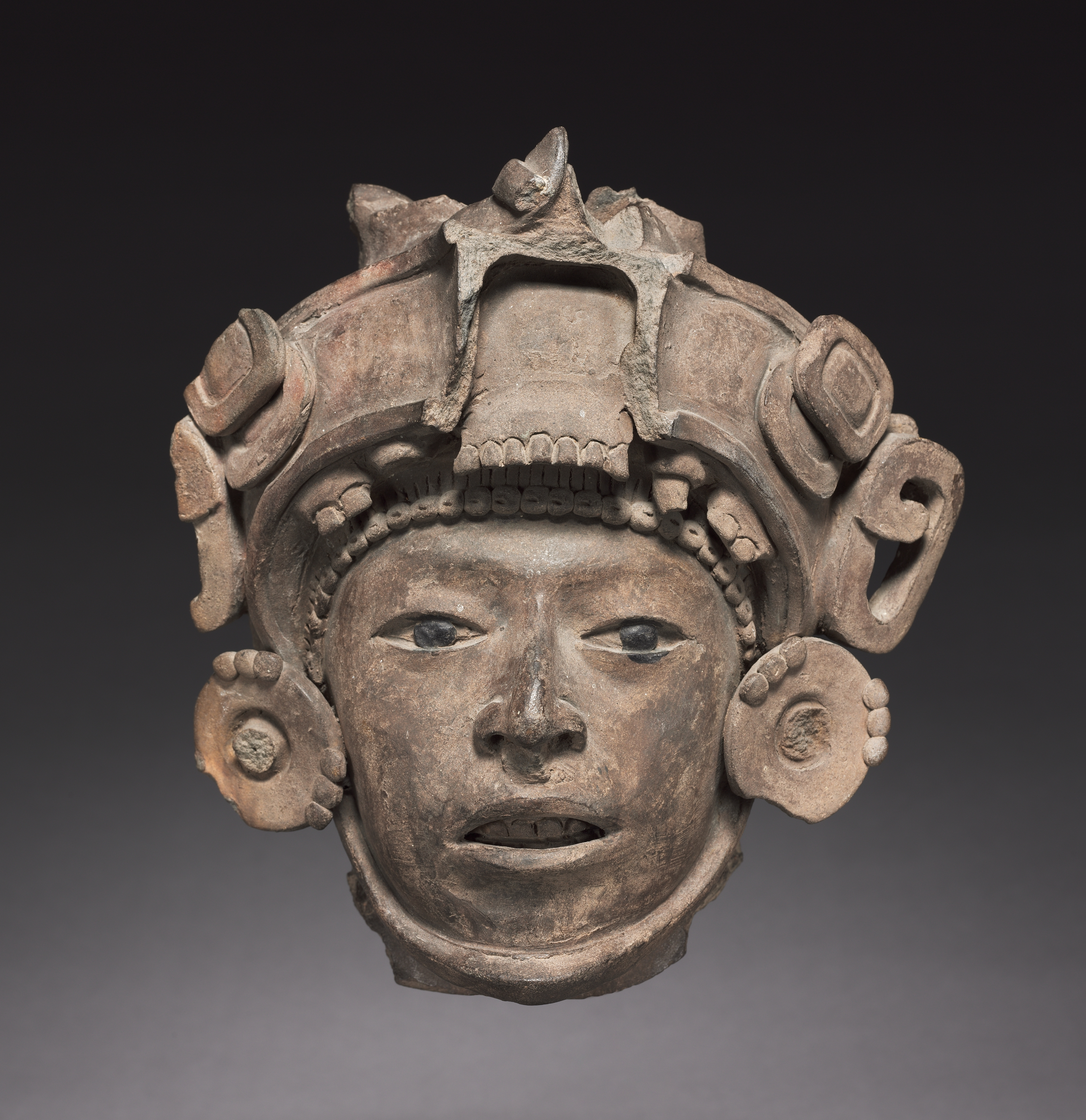
keramische kop, 600–900 AD
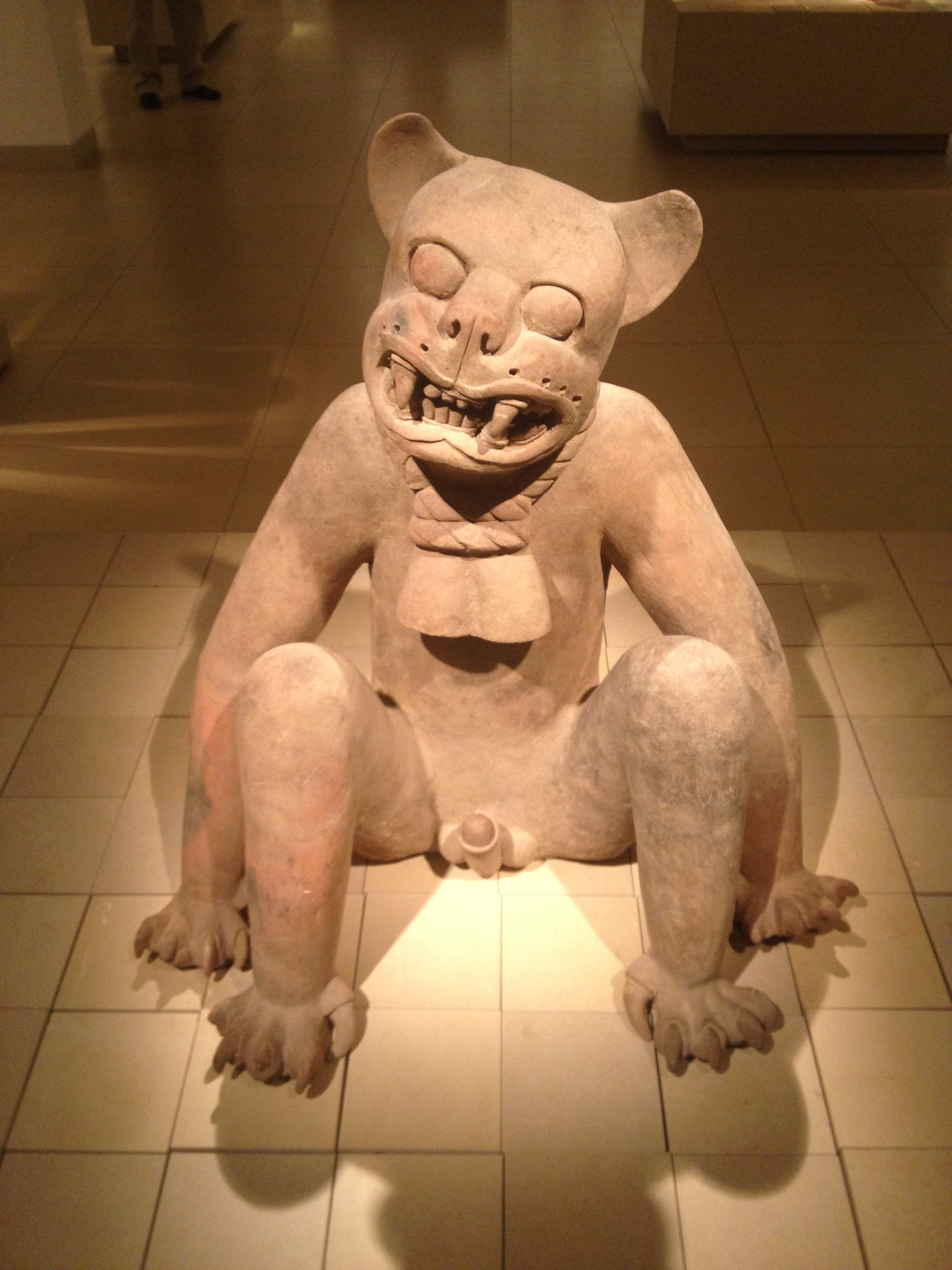
wierookbrander in de vorm van een jaguarwezen, 600-900 AD

### Aardewerk
Tot het begin van de jaren vijftig was er weinig klassiek Veracruz-aardewerk, weinig begrepen en over het algemeen zonder duidelijke herkomst. Sindsdien heeft de vondst van duizenden beeldjes en aardewerkstukken uit locaties als Remojadas, Los Cerros, Dicha Tuerta en Tenenexpan, sommige aanvankelijk door plunderaars, het begrip vergroot en vele museumplanken gevuld. 
Beeldjes in Remojadas-stijl, misschien wel het gemakkelijkst herkenbaar, zijn meestal met de hand gemodelleerd en vaak versierd met applicaties. Van bijzonder belang zijn de Sonrientes-beeldjes (lachende gezichten), met driehoekige hoofden en uitgestrekte armen. Nopiloa-beeldjes zijn meestal minder sierlijk, zonder applicaties en vaak gegoten. 
De Veracruzcultuur produceerde enkele van de weinige Meso-Amerikaanse beeldjes op wielen en staat ook bekend om het gebruik van bitumen om te accentueren.

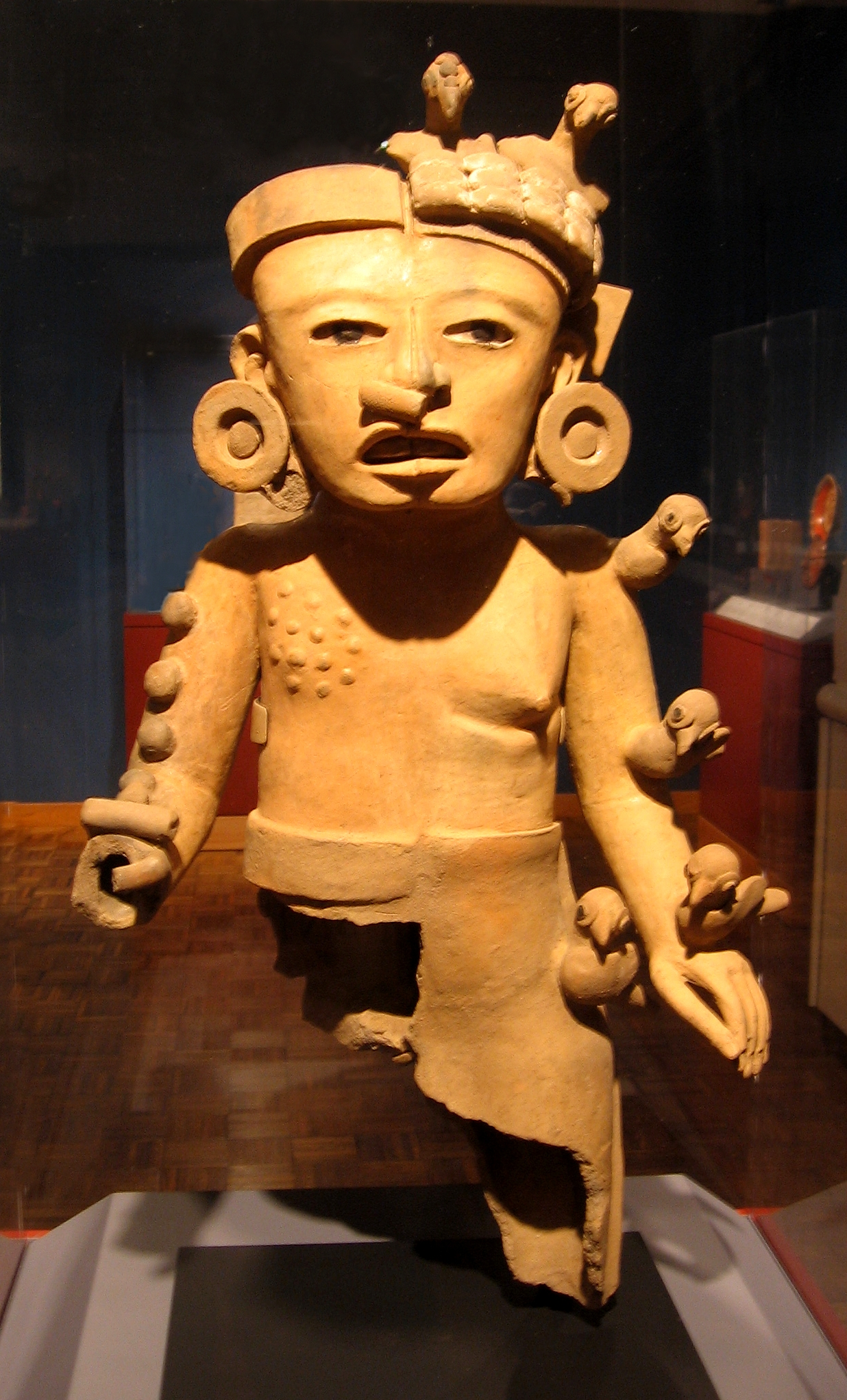
groot man/vrouw dualiteit-beeldje van Remojadas, met vrouwelijke borst en vogels aan de linkerzijde
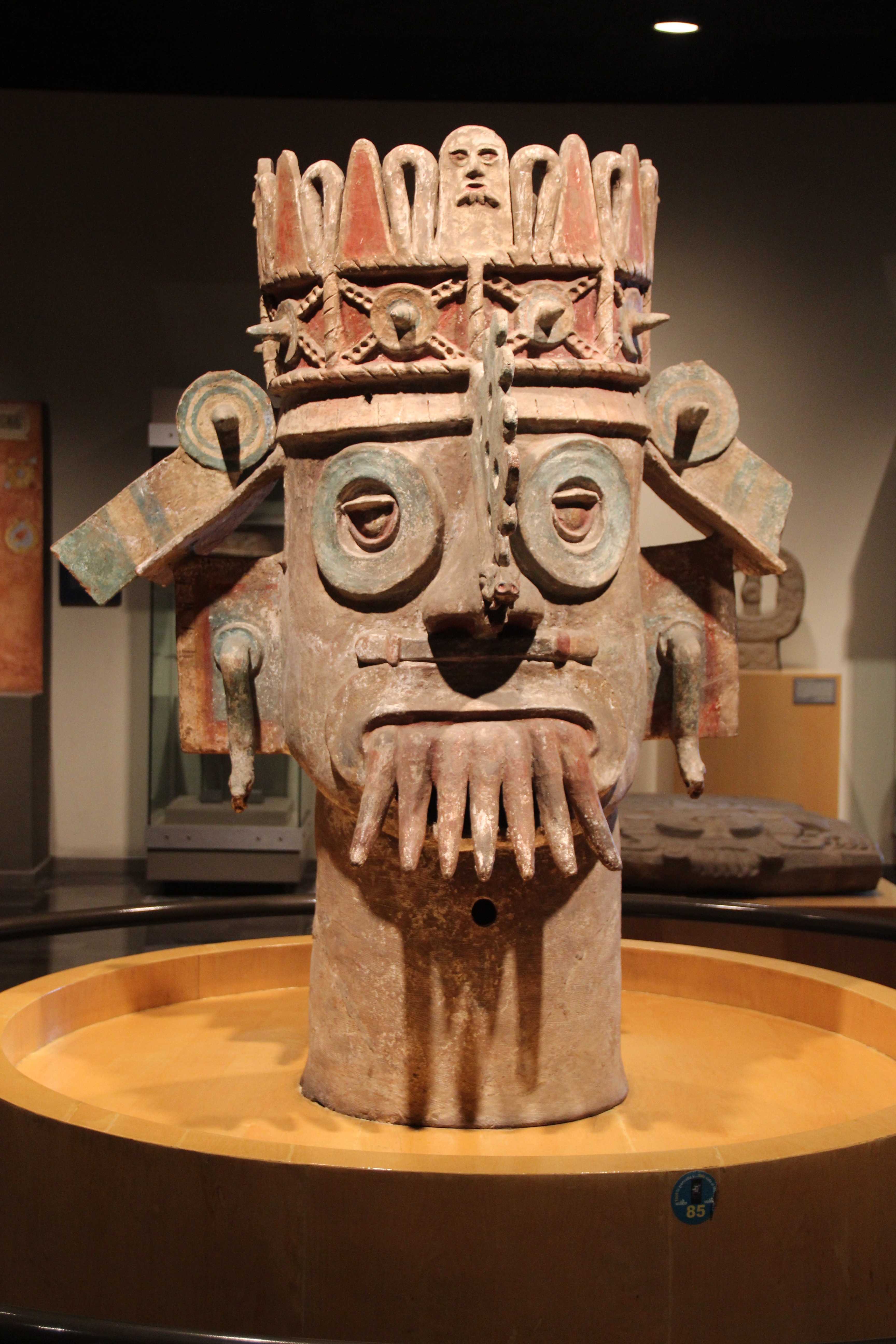
keramische komfoor met hoofd vanTlaloc, de regengod
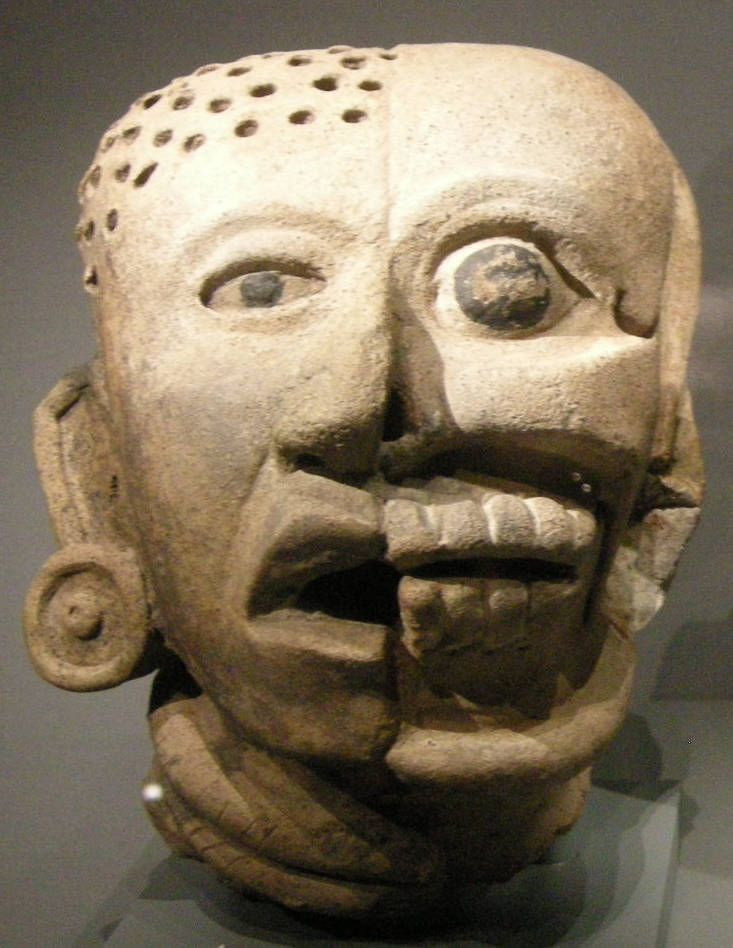
hoofd met een vlezig gezicht aan de ene kant en een schedel aan de andere kant, 300-600 AD